# Swiss Orchestra
La Swiss Orchestra es una orquesta sinfónica que debutó en la Tonhalle de Zúrich en el 2019. El programa de la orquesta se centra en la música sinfónica suiza, especialmente de los periodos  clásico y  romántico.

## Organización y perfil
La orquesta sinfónica está compuesta por 50 músicos profesionales de entre 25 y 45 años. La orquesta está promovida por la Swiss Orchestra Gesellschaft, fundada en 2018 y con sede en Basilea. La Swiss Orchestra opera a nivel nacional y cubre las cuatro regiones lingüísticas de Suiza. El enfoque temático de la orquesta es el redescubrimiento de obras clásicas y románticas de compositores sinfónicos suizos. Desde su fundación, la Orquesta Suiza ha sido dirigida por Lena-Lisa Wüstendörfer.

## Proyectos
La gira inaugural de 2019, con obras de Jean Baptiste Edouard Dupuy, Hans Huber, Ludwig van Beethoven y Wolfgang Amadeus Mozart, llevó a la orquesta a la Tonhalle de Zúrich, el Casino de Berna, la Tonhalle de San Gall y el Victoria Hall de Ginebra. Se han anunciado dos giras para 2021.
Sobre el CD de debut publicado en 2020, Jan Krobot escribió en OnlineMerker: "La Orquesta Suiza y su fundadora, Lena-Lisa Wüstendörfer, han conseguido sacar dos verdaderas joyas del tesoro aún rico de la música sinfónica suiza".

## Discografía
- Joachim Raff: El rey de los sueños y su amor, op. 66, August Walter: Sinfonía en mi bemol mayor, op. 9 (grabaciones de estreno). Directora: Lena-Lisa Wüstendörfer; mezzosoprano: Marie-Claude Chappuis. Schweizer Fonogram.

- Hans Huber: Serenata nº 2, "Noches de invierno" . Directora: Lena-Lisa Wüstendörfer. Próspero (PROSP70956).

- Wolfgang Amadeus Mozart: Serenata K. 525, Una pequeña música nocturna. Próspero (PROSP84090).